# 烈士广场 (布鲁塞尔)

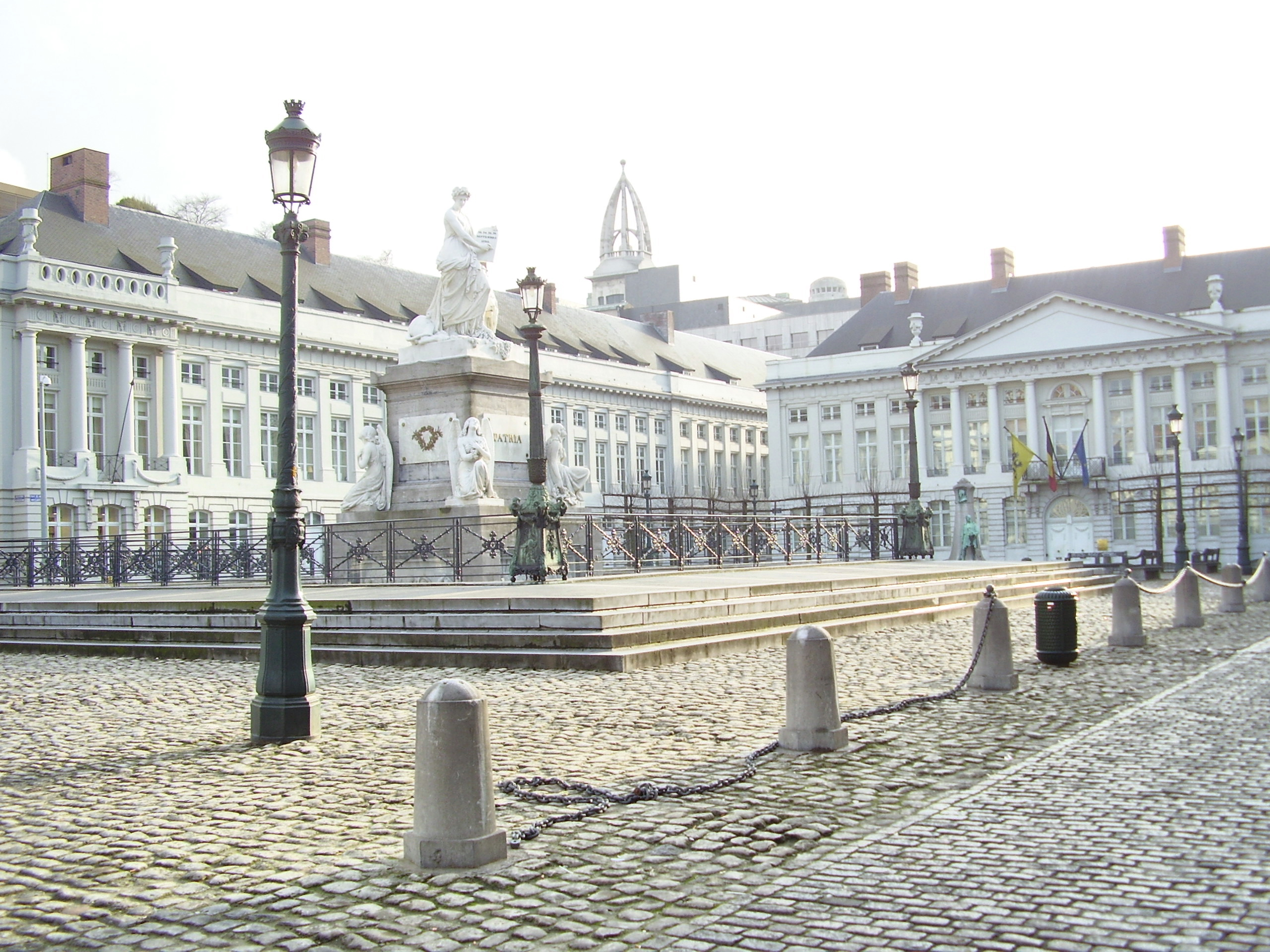
烈士廣場

50°51′05″N 4°21′22″E / 50.85139°N 4.35611°E
烈士广场（法語：Place des Martyrs) 是比利时布鲁塞尔的一个广场，位于“Marais-Jacqmain”区。烈士廣場是為了紀念比利時獨立犧牲的人民。